# Anosia jamaicensis
Anosia jamaicensis är en fjärilsart som beskrevs av Bates 1864. Anosia jamaicensis ingår i släktet Anosia och familjen praktfjärilar. Inga underarter finns listade i Catalogue of Life.